# ماده طبیعی
مادهٔ طبیعی هر محصول طبیعی یا مادهٔ فیزیکی است که از گیاهان، حیوانا یا از زمین بدست می‌آید. کانی‌ها و فلزاتی که از موارد یادشده بدست می‌آیند (بدون هرگونه اصلاحات و دگرگونی) در ردهٔ مواد طبیعی جای می‌گیرند. مواد طبیعی عبارتند از:
- مواد حیاتی
  - چوب (انواع نخل، بامبو، پوست درخت و …)
  - الیاف طبیعی (ابریشم، پشم، پنبه، کتان، چتایی، کاپوک، کنف، خزه، پر و...
- مواد غیرآلی
  - سنگ (چخماق، سنگ خارا، ابسیدین، ماسه سنگ، ماسه، سنگ‌های قیمتی، شیشه
  - فلز بومی (مس، آهن، طلا، نقره و …)
  - کامپوزیت (رس، پرسلان، پلاستیسین و …)
- دیگر مواد طبیعی
  - خاک،بامبو